# Danny Rose
Daniel Lee "Danny" Rose, född 2 juli 1990, är en engelsk fotbollsspelare. 

## Klubbkarriär

### Leeds United
Han är född i Doncaster, South Yorkshire, och är en produkt av Leeds United ungdomsakademi. Under sommaren 2006 var Rose inblandad i en transferskandal som omfattade Chelsea när Leeds ordförande Ken Bates anklagade Chelsea för att sno Leeds akademis spelare. Roses lagkamrater i akademin Tom Taiwo och Michael Woods lämnade Leeds för Chelsea men Rose bestämde sig för att stanna.
Rose blev placerad på bänken i Leeds A-lag mot Barnet i Ligacupen den 20 september 2006. Tränaren som satte Rose på bänken, Kevin Bakewell, fick sparken direkt efter matchen. Rose blev inte uttagen till truppen mer den säsongen trots att fansen pressade den nya tränaren, Dennis Wise, att han skulle starta. Leeds har därefter blivit nedflyttade till League One, och då blev Rose såld.

### Tottenham
Den 25 juli 2007 skrev Rose på för Tottenham för en summa på 1 miljon pund.
Han blev ordinarie i reservlaget.
Rose var avbytare i ligamatchen mot Sunderland i januari 2008. Hans framgång var dock tillfällig, då han drog på sig en knäskada i september.
I mars 2009 blev Rose utlånad till Watford för resten av säsongen 2008-09. Watfords tränare beskrev Rose som en "mycket talangfull, och lugn spelare" som har "bra energi och verklig intelligens med bollen". Han gjorde sin debut i Watfords 2-1-vinst mot Doncaster Rovers den 4 april.
Den 29 september 2009 blev han utlånad till Peterborugh United till januari 2010. Samma dag gick han rakt in i startelvan mot Plymouth Argyle, en match som de förlorade med 2-1 hemma. Rose återvände till Tottenham den 11 november 2009.
Rose gjorde sin debut i Spurs mot sin gamla klubb, Leeds, i FA-cupen, i en match som slutade 2-2. Rose blev utbuad av Leedsfansen.
Rose gjorde sin ligadebut mot Arsenal och gjorde sitt första mål efter tio minuter i matchen som Spurs vann med 2-1. "Det var en underbar volley" skrev tidningen The Times. Rose vann "Goal of the season" röster av Sky Sports och av Tottenhams webbsida.
Den 9 september 2010 blev Rose utlånad till Bristol City resten av säsongen. Den 13 november blev Rose inbytt mot Leeds i andra halvlek och blev ännu en gång utbuad av Leedsfansen. Den matchen var den första han spelade på Elland Road sen han lämnade Leeds.
Den 27 maj 2021 meddelade Tottenham att Rose skulle lämna klubben i samband med att hans kontrakt gick ut i slutet av säsongen 2020/2021.

#### Newcastle United (lån)
Den 30 januari 2020 lånades Rose ut till Newcastle United på ett låneavtal över resten av säsongen 2019/2020.

### Watford
Den 16 juni 2021 värvades Rose av Watford, där han skrev på ett tvåårskontrakt. Den 1 september 2022 kom Watford överens med Rose om att bryta kontraktet.

## Landslagskarriär
Den 1 juni 2009 blev han uttagen till England U-21 för EM som var en månad senare istället för skadade Danny Welbeck. Han gjorde sin debut när han blev inbytt i en vänskapsmatch mot Azerbaijan U-21 i en 7-0-vinst den 8 juni. Rose gjorde det enda målet, sitt första för England, den 14 november 2009 i kvalet till U-21-EM 2011 mot Portugal.
Den 26 mars 2016 gjorde Rose debut i A-landslaget när han fanns med i startelvan i en träningsmatch mot Tyskland som England vann med 2-3.